# Museu de Gibraltar
El Museu de Gibraltar és un museu nacional de la història, cultura i naturalesa situat al centre de la ciutat del territori d'ultramar britànic de Gibraltar. Fundat el 1930 pel llavors Governador de Gibraltar, el general Sir Alexander Godley, el museu alberga una sèrie d'exposicions que retraten la història de la roca mil·lenària i de la cultura local. El museu també incorpora les restes d'uns banys àrabs del segle xiv morisca. El seu director des de 1991 és el professor Clive Finlayson.

## Història

### Museus previs
Durant el segle xix hi va haver diversos intents infructuosos d'establir un museu a Gibraltar. Importants troballes locals no es podien mantenir al municipi per la manca d'un museu. Això va significar que el primer crani de Neandertal adult conegut (el crani de Gibraltar) anés a parar al Museu d'Història Natural de Londres. Era el segon fòssil de Neandertal que s'havia trobat, i provenia de les excavacions fetes el 1848 a la pedrera de Forbes, a la cara nord del Penyal de Gibraltar.
La primera col·lecció coneguda establerta a Gibraltar es deu al reverend John White, capellà a Gibraltar entre 1756 i 1774. Animat pel seu germà gran, Gilbert White, va recollir espècimens zoològics que va estudiar i enviar a Anglaterra. Seguint la recomanació del naturalista Giovanni Antonio Scopoli va escriure, més tard ja a Anglaterra, una Fauna Calpensis, que s'ha considerat el primer registre zoològic detallat de Gibraltar. No obstant això, el llibre no va publicar-se i aquesta obra i les col·leccions que hi descrivia s'han perdut.
El següent registre conegut d'alguna cosa que podria semblar-se a un museu data de 1830. Se sap que l'Hospital de Sant Bernat va tenir una habitació per espècimens d'història natural i anatomia patològica. Tampoc queden restes d'aquesta col·lecció.
La primera proposta real per obrir un museu a Gibraltar es va fer el 1835 en una reunió de la Societat Científica de Gibraltar (un grup d'oficials de la British Army que es van reunir a la Biblioteca Garrison). El primer museu va ser creat i allotjat en una casa llogada. El museu es va convertir així en el centre important del grup, tant que la societat va canviar el seu nom per dir-se Societat del Museu. Una de les fites de l'existència d'aquesta societat, encara que la seva importància no va ser percebuda en aquell moment, va ser la presentació del crani de Gibraltar el 3 març de 1848, que va fer el seu secretari, el tinent Edmund Flint de l'Artilleria Reial.

### Fundació
La creació del museu actual es deu al General Alexander Godley, que va ser nomenat Governador de Gibraltar el 1928. En arribar, en el seu discurs de presa de possessió va destacar els seus objectius reformistes, que "ajudarien a recuperar la prosperitat deGibraltar, que havia anat mostrant signes de debilitament". Un dels elements d'aquesta missió reformista va ser la creació d'un museu nacional. Després de nou mesos en el càrrec, el 30 de juliol de 1929, es va crear la Societat de Gibraltar. El seu principal objectiu era ajudar les autoritats colonials en la fundació d'un museu. Godley va aconseguir dues casernes adjacents per al seu ús com a museu. Va ser una elecció encertada, ja que sota d'una d'elles, coneguda com la Ordnance House, hi havia algunes cambres d'uns banys del període musulmà de Gibraltar, que havien estat utilitzades com a estable semi-subterrani.
El Museu de Gibraltar va obrir les portes un any més tard, el 24 de juliol de 1930. A temps per al primer aniversari, el 10 de juliol de 1931, va ser aprovada una ordenança en relació amb monuments antics i antiguitats i per preveure la gestió del museu.
A la dècada de 1970, el Museu de Gibraltar va albergar la primera oficina de la Gibraltar Ornithological & Natural History Society (GONHS), fundada per Joaquín Bensusan, que aleshores era conservador del Museu, i Clive Finlayson, que n'és actual director.

## Conservadors i directors
- M. McEwen (1952–1965)[5]
- David C. Devenish (1967–1970)[8]
- Joaquin Bensusan (1970-)[8]
- Prof. Clive Finlayson (1991–present)[1]